# Raša (općina)
Raša (talijanski Arsia, čakavski Aršija) je općina u Hrvatskoj. Nalazi se u Istarskoj županiji.

## Općinska naselja
U sastavu općine je 23 naselja (stanje 2006.), to su: Barbići, Brgod, Brovinje, Crni, Diminići, Drenje, Koromačno, Krapan, Kunj, Letajac, Most-Raša, Polje, Raša, Ravni, Skitača, Stanišovi, Sveta Marina, Sveti Bartul, Škvaranska, Topid, Trget, Trgetari i Viškovići.

## Stanovništvo
Općina Raša ima prema popisu iz 2011. godine 3183 stanovnika, od kojih 1444 u naselju Raša.
U stanovništvu ima četrdesetak Talijana (ispod dva posto; još desetak ljudi navodi kao materinji jezik talijanski), te 365 Bošnjaka: ta najznačajnija nacionalna manjina sudjeluje u stanovništvu s 11,45 posto. 59,72 posto stanovništva su etnički Hrvati, a 17,59 posto je umjesto nacionalne izrazilo regionalnu pripadnost.
| broj stanovnika | 2206  | 2439  | 2488  | 2900  | 2998  | 3435  | 3756  | 4872  | 6796  | 6549  | 6373  | 4821  | 4460  | 4124  | 3535  | 3183  | 2809  |
|                 | 1857. | 1869. | 1880. | 1890. | 1900. | 1910. | 1921. | 1931. | 1948. | 1953. | 1961. | 1971. | 1981. | 1991. | 2001. | 2011. | 2021. |

| broj stanovnika |       |       |       |       |       |       |       |       | 2714  | 2888  | 2965  | 2211  | 2149  | 1970  | 1653  | 1440  | 1184  |
|                 | 1857. | 1869. | 1880. | 1890. | 1900. | 1910. | 1921. | 1931. | 1948. | 1953. | 1961. | 1971. | 1981. | 1991. | 2001. | 2011. | 2021. |

## Povijest
Središnje naselje u Općini Raša je sagrađeno kao izniman arhitektonski projekt arhitekta Gustava  Pulitzer Finalija i njegovog studija "Stuard" (slovenski arhitekti Zorko Lah, Franjo Kosovel i Henrik Ukmar) iz Trsta, te je svečano otvoreno 4. studenog 1937. Naselje je nastalo na temelju narudžbe rudarskog društva "ARSA" i njihovog predsjednika Guida Segrea zbog velike potrebe za stambenim prostorom jer su rudnici tada zapošljavali više od 7.000 rudara. Podizanje grada u ranije močvarnom području bilo je moguće zahvaljujući isušivanju područja uz rijeku Rašu; projekt melioracije je počeo 1928. godine.
Gradić sagrađen za oko tri tisuće stanovnika u rekordnom roku. Početak gradnje bio je 10. ožujka 1936., a godinu dana kasnije veći dio grada bio je izgrađen. I poslije inauguracije nastavilo se s gradnjom pojedinih objekata, a posljednji – Direkcija s kupatilima- izgrađena je 1940. Bio je opremljen  svom potrebnom infastrukturom: školama, vrtićem bolnicom, poštom, kinom, sportskim sadržajima, općinskom zgradom, policijskom stanicom i hotelom. Grad je imao kanalizacijsku i vodovodnu mrežu, te gradsku rasvjetu, a prometnice su bile asfaltirane. U mjestu je bila sagrađena i oveća crkva posvećena sv. Barbari, zaštitnici rudara. 
Kuće za radnike imaju po četiri dvosobna stana, svaki s odvojenim ulazom i dijelom vrta. Arhitekti iz ureda Pulitzer su projektirali peći na ugljen koje su omogućavale grijanje cjelokupnog prostora stana. Radnički dio grada je središnjim gradskim trgom odvojen (ili spojen) od službeničkog dijela u kojem su stanovi komforniji, a topla voda – uključivo za centralno grijanje – je dolazila iz gradske toplane, na koju su bile priključene i sve javne zgrade.
Taj projekt fašističkog režima je odmah 1937. godine dobio administrativni status općine.
Nakon II. svjetskog rata većina rudara – Talijana iz raznih dijelova Italije – napustila je Rašu, te je naglo opadanje radne snage nekoliko godina nadoknađivano prisilnim (makar i plaćenim) radom seljaka iz raznih dijelova Istre, koje su vlasti mobilizirale na "radnu obvezu" čak i usred sezone poljskih radova. U narednom razdoblju se u Rašu doselilo mnogo radnika iz Bosne i Hercegovine.

## Gospodarstvo
U Raši se do 1966. godine odvijala intenzivna rudarska djelatnost. Stalna eksploatacija ugljena u obližnjem Krapnu započela je 1785. godine. Godine 1942. u tadašnjim Istarskim ugljenokopima dosegnuta je najveća proizvodnja ugljena od 1,158.000 tona. U to vrijeme je u rudnicima radilo do 10 tisuća radnika.
Današnji najznatniji gospodarski objekt je tvornica cementa u mjestu Koromačno. Dolina Raše i dalje pruža iznimno dobre uvjete za poljoprivredu, a općina ima široki izlaz na more, koji omogućava bavljenje ribarstvom. Turistički sektor čine dva autokampa kapaciteta za nekoliko stotina turista, te preko dvije stotine privatnih iznajmljivača soba i apartmana, kao i znatan broj drugih manjih ugostiteljskih objekata.

## Spomenici i znamenitosti
Na trgu Gustava Pulitzera u Raši nalazi se crkva sv. Barbare. G. Pulizter je projektirao vrlo elegantnu crkvu minimalističkih linija, inspiriranu sličnim rješenjima koja je vidio prilikom studija kod arhitekta Fischera u Minhenu. Trg je upotpunjen fontanom.
Rudnička postrojenja u Raši su sačuvana, makar su zatvorena još od 1966. godine.
U Bobrinama kod Skitače nalazi se skupina od 4 tumula (suhozidnog obitavališta) iz brončanog doba, smještena je na istoimenoj uzvisini. Veći tumul visine je oko 3 m i promjera oko 20 m, dok su 3 manja tumula visine oko 1 m i promjera oko 4 m. 
U ruralnim naseljima općine Raša ima više baroknih crkava, a uz selo Brovinje nalazi se gotička crkvica posvećena Glavosjeku sv. Ivana Krstitelja; crkvica je sazidana od tesanog kamena u 14. stoljeću, a unutrašnjost je oslikana freskama iz 15. stoljeća. Iz tog je razdoblja i crkvica u šumarcima Prodola kod sela Skitača.
Vrlo razvedena obala uključuje estuarij rijeke Raše, te kamenite rtove i šljunčane plaže; koje su u znatnom broju lako dostupne turistima – kako onima koji dolaze automobilom, tako i jahtašima.

## Šport
- Nogometni klub Cement Koromačno
- Nogometni klub Raša 1938
- Nogometni klub Polet Snašići
- Stolnoteniski klub "Brovinje"
- Društvo športova na moru Koromačno
- Društvo športova na moru Galeb
- Boćarski klub Raša
- Boćarski klub Polet Snašići

## Kultura
- RKUD Rudar Raša, folklorno društvo

## Znamenite osobe
- Massimo Savić, pjevač